# South African Airways
A South African Airways (em português: Linhas Aéreas Sul-Africanas) é uma empresa aérea da África do Sul, sua sede fica no Aeroporto internacional O. R. Tambo, em Gauteng, atualmente é a maior empresa aérea do país.

## História

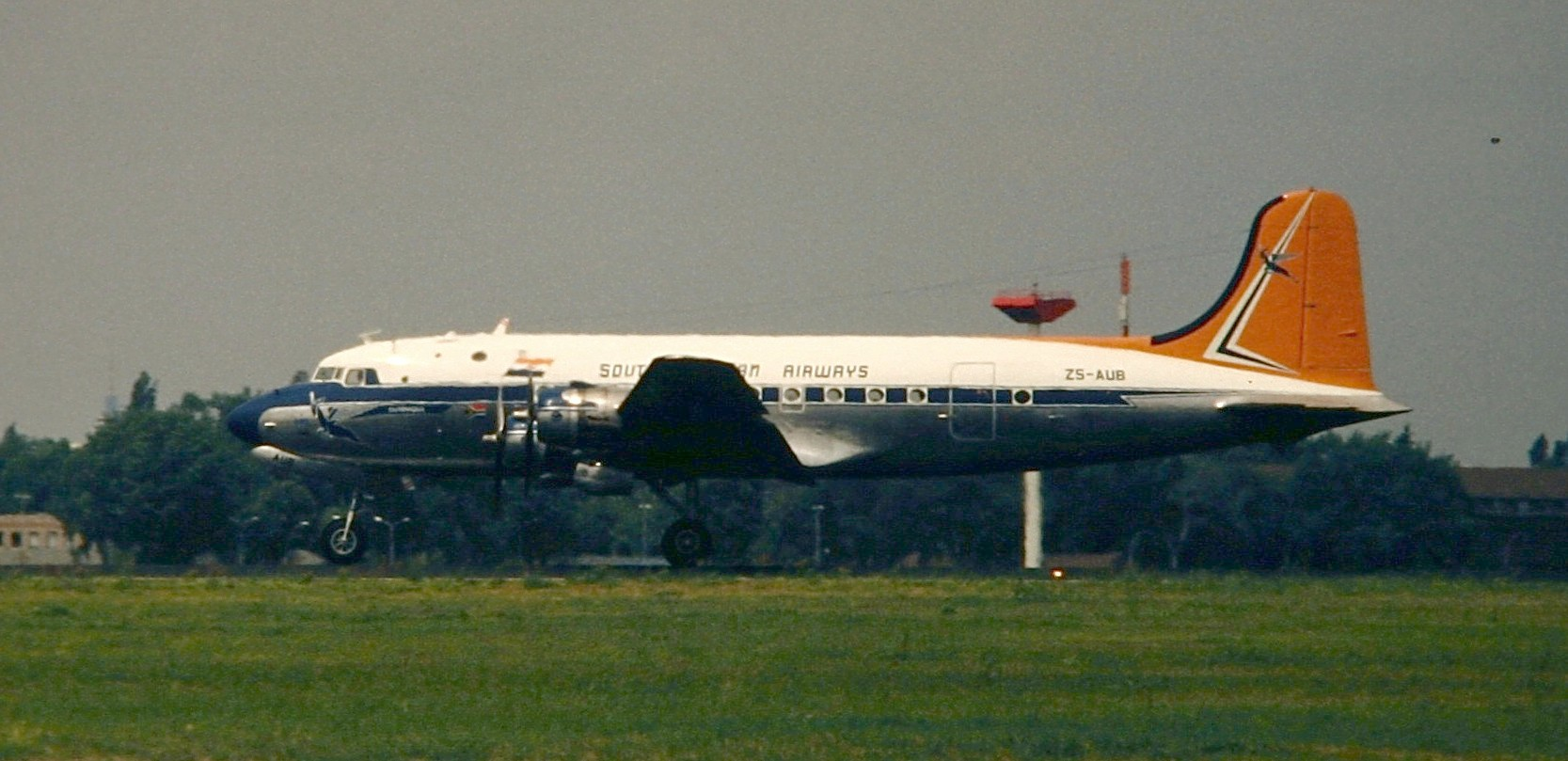
Douglas DC-4 da SAA.

A empresa foi criada a 1 de fevereiro de 1934. Naquele ano, o governo sul-africano, através da South African Railway Administration passou a controlar as atividades da Union Airways, que realizava voos postais entre Joanesburgo, Cidade do Cabo, Durban e Port Elizabeth desde 1929.
Um ano mais tarde, em 1935, comprou a South West African Airways, uma pequena empresa que também operava voos postais entre Windhoek e Kimberley desde 1932.
Pouco antes do início da Segunda Guerra Mundial a empresa já servia destinos domésticos e internacionais.
Com o fim do conflito, começaram os voos entre Johanesburg e Londres, em cooperação com a BOAC, conhecidos como Springbok Services. Como curiosidade, este nome deriva do símbolo escolhido pela empresa, uma espécie de antílope chamado em africâner, "Springbok". Ou então, poder-se-ia pensar até na maneira como eram realizados os voos, em vários "saltos" -escalas- até chegar a Londres, lembrando muito a maneira de locomoção desses antílopes.
Em 1947 a frota era composta de 42 aeronaves dos modelos Douglas DC-3, DC-4, Vickers Viking, Lockheed Lodestar e Dove. No início de 1950 foram entregues os primeiros Lockheed Constellation, usados no Springbok Service.

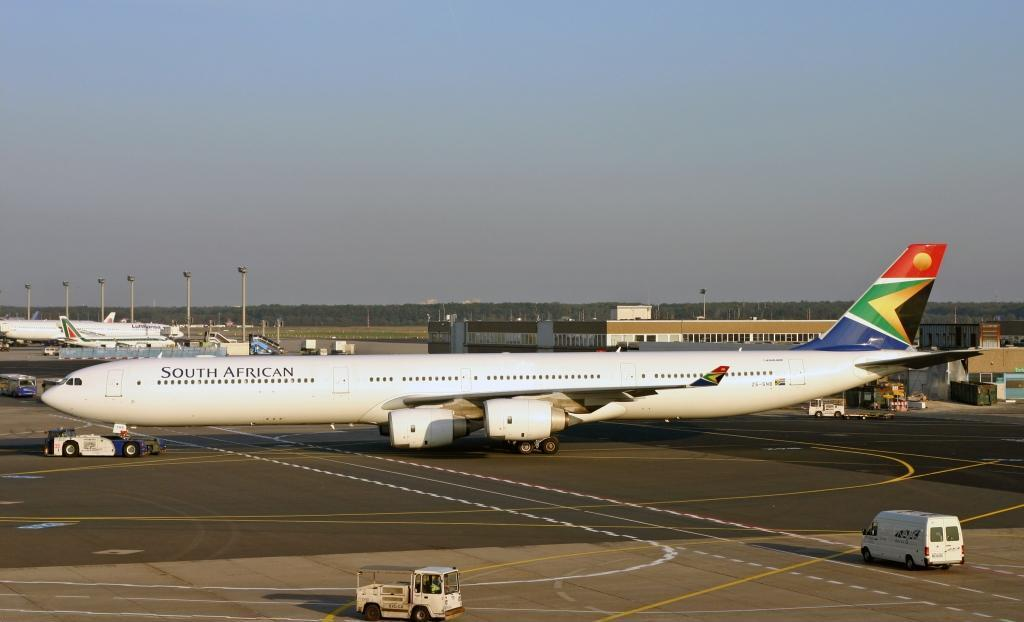
Airbus A340 da SAA.

Em 1953 arrendou seus primeiros equipamentos a jato, do tipo Comet 1 (da BOAC) e com os jatos, foi a segunda empresa aérea do mundo à utilizá-los, sempre nos voos para Londres. Devido aos problemas iniciais com o Comet, a empresa voltou a operar na rota com aviões a hélice. Em 1957, foi a primeira operadora fora dos Estados Unidos a receber o Douglas DC-7B, usados para as rotas internacionais. No ano seguinte introduziu os Vickers Viscount 813 nas suas rotas domésticas e regionais.
Em 1960, voltou a operar aviões a jato, desta vez aeronaves próprias, do tipo Boeing 707. No final desta década, foram inaugurados voos para Nova Iorque, via Londres.
Em abril de 1990, tornou-se uma divisão da Transnet, empresa estatal de transportes, e em 1999 foi parcialmente privatizada, com a venda de 20% para o SAir Group.
Opera uma malha com 37 destinos em 26 países, em mais de 900 voos regulares por semana.
Em 2002 anunciou a compra de 41 aviões da linha Airbus. São 6 A340-300, 9 A340-600, 15 A320-200 e 11 A319-100. O valor do contrato totaliza US$ 3.5 bilhões, com entregas previstas entre 2002 e 2010. A empresa opera voos diários ao Brasil desde 31 de outubro de 1969, usando os A340-600 entre Johanesburgo e São Paulo.

## Alianças
A SAA entrou formalmente na Star Alliance em 10 de abril de 2006. A empresa também possui acordos code-share com a United Airlines, Emirates Airlines e El Al.

## Frota

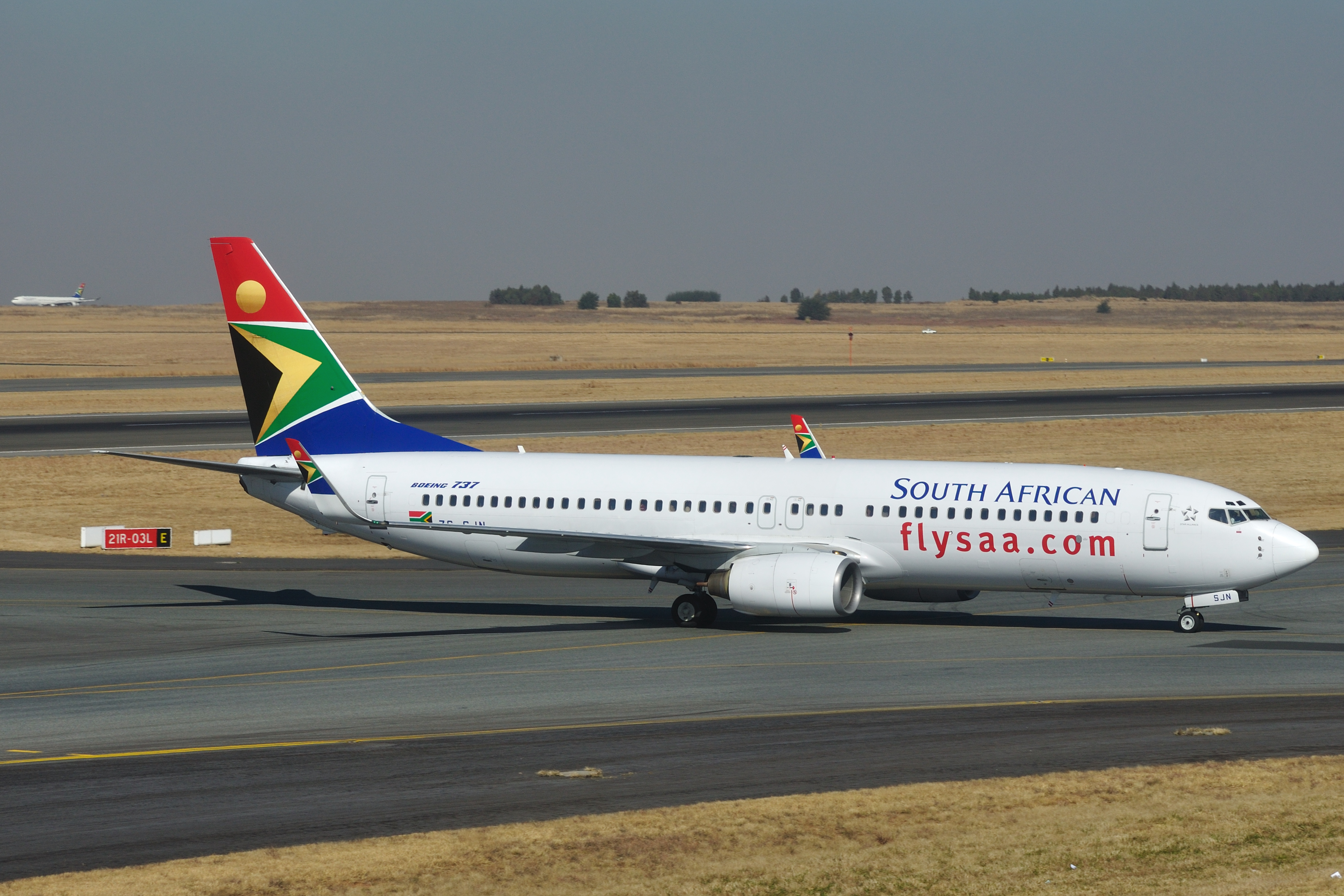
Boeing 737-800 da SAA.

| Aeronave        | Em Serviço | Pedidos | Passageiros | Passageiros | Passageiros | Notas                                                   |
| Aeronave        | Em Serviço | Pedidos | C           | Y           | Total       | Notas                                                   |
| --------------- | ---------- | ------- | ----------- | ----------- | ----------- | ------------------------------------------------------- |
| Airbus A320-200 | 12         | —       | 24          | 114         | 138         |                                                         |
| Airbus A330-300 | 2          | —       | 46          | 203         | 249         | Primeira aeronave será entregue em 2016                 |
| Airbus A340-300 | 2          | —       | 38          | 215         | 253         | ZS-SXD pintura Team South Africa 2012                   |
| Airbus A340-300 | 2          | —       | 38          | 231         | 269         | ZS-SXD pintura Team South Africa 2012                   |
| Boeing 737-800  | 4          | —       | 32          | 125         | 157         | ZS-SJV pintura da Star Alliance ; será retirado em 2016 |
| Total           | 20         | —       |             |             |             |                                                         |